# アイ ノ コトバ
「アイ ノ コトバ」は、2006年9月13日に発売されたhitomiの32枚目のシングルである。発売元はLOVE LIFE RECORDS。

## 解説
2006年9月27日発売のアルバム『LOVE CONCENT』のリードシングル。
カップリング曲「ありったけの愛」は、ロックバンド、THEATRE BROOKの同名曲をカバーもの。

## 収録曲
1. アイ ノ コトバ
  - 作詞：hitomi／作曲：mo'doo-／編曲：渡辺善太郎
  - 日本テレビ「スポーツうるぐす」9月度テーマソング
2. ありったけの愛
  - 作詞・作曲：佐藤タイジ／編曲：渡辺善太郎
3. アイ ノ コトバ（Instrumental）

## 収録アルバム
- LOVE CONCENT (#1)
- peace (#1)